# Gamandernetwants
De gamandernetwants (Copium clavicorne) is een wants uit de familie van de netwantsen (Tingidae). De wetenschappelijke naam werd gepubliceerd in 1758 door Carl Linnaeus in de tiende editie van Systema naturae.

## Uiterlijk
De wants kan ongeveer 3 tot 3,5 mm lang worden. Net als de andere netwantsen hebben de vleugels een fijnmazig netwerkpatroon van aders, sommige willekeurige aders zijn donkerder dan de rest. De volwassen dieren hebben altijd volledige vleugels (macropteer). Het meest opvallend aan de wants zijn de zeer grote, donkere en verdikte laatste twee segmenten van de antennes. Daardoor lijkt hij op geen enkele andere netwants uit Nederland.  

## Leefwijze
De soort leeft op echte gamander (Teucrium chamaedrys) en legt zijn eitjes, van mei tot juni, in de knoppen van de bloemen van deze plant. Dit veroorzaakt bloemgallen waar de volwassen dieren aan het eind van de zomer uit tevoorschijn komen. Omdat de soort op deze waardplant leeft, is de wants overwegend op kalkgraslanden te vinden. De echte gamander staat op de Nederlandse Rode lijst van planten als zeer zeldzaam, hierdoor is de wants ook zeer zeldzaam. De soort kent één generatie per jaar en de volwassen wantsen overwinteren in het afgevallen blad in de buurt van de waardplant.

## Leefgebied
De soort komt voor in het zuiden en midden van Europa tot aan het Midden-Oosten. In Frankrijk en Spanje komt de ondersoort Copium clavicorne reyi voor en in Italië Copium clavicorne siculum. Sinds het begin van de 20e eeuw is de soort niet meer in Nederland waargenomen, de laatste waarneming dateert uit Zuid-Limburg in 1913.